# Wukro (woreda)
Pour la ville, voir Wukro.
Wukro, ou plutôt Kilte Awula'ilo est un des 36 woredas de la région du Tigré, dans le Nord de l'Éthiopie.

## Géographie

### Localisation
Saesi Tsaedaemba se situe dans la zone Misraqawi, dans le Tigré, à la frontière avec la région Afar.
| Hawzen        | Saesi Tsaedaemba |                |
|               | Hawzen           | Atsbi Wenberta |
| Degua Tembien | Enderta          |                |

### Transports
Deux routes principales traversent Wukro, la première est l'autoroute 2 qui relie la capitale Addis-Abeba au sud et Humera en direction du nord, et la deuxième est une route seulement praticable durant la saison sèche qui part de la ville de Wukro en direction du woreda de Hawzen.

## Démographie
En 2007, lors du dernier recensement, Wukro comptait 129 876 habitants, ce qui en fait le troisième woreda le plus peuplé de la zone Misraqawi. Avec 35 013 personnes habitant en ville, dont 30 208 dans la capitale, le woreda est majoritairement rural.
La principale ville du woreda est Wukro, ce qui lui a donné son nom.

## Réservoirs
Dans ce district, il ne pleut que quelques mois sur l'année. Des réservoirs ont été construits pour contenir les eaux pour l'utiliser pendant la saison sèche. Les réservoirs de ce district comprennent La'ilay Wuqro et Ginda'i. Le large Lac Giba est en construction aux confins sud-ouest du district. En général, ces réservoirs subissent une sédimentation rapide,. Une partie des eaux des réservoirs est perdue par percolation ; un effet secondaire et positif est que ces eaux contribuent à la recharge des aquifères.